# A tapintás érzékenysége és pontossága
A tapintás érzékenysége és pontossága A tapintási élményeket a bőr valamilyen mechanikai megzavarása váltja ki, ami egy tárggyal való fizikai kontaktus okoz.
A testfelületünket érő állandó nyomásnak (pl. a légnyomásnak) nem vagyunk tudatában, változásaira érzékenyek vagyunk.

## Az érzékenység mérése
Hogyan lehet megmérni a tapintás érzékenységét? Egy még ma is használatos módszert Max von Frey dolgozott ki 1896-ban. Von Frey különböző átmérőjű és hosszúságú szőrszálakat fogott, és mindegyiket ráragasztotta egy-egy kis bot végére. Von Frey rájött, hogy a szőrszálat a bőrre nyomva a szőrszál csak akkora erőt tud kifejteni, amekkora  a meghajlításához szükséges. A szőrszál meghajlításához szükséges erő a szőrszál hosszától és átmérőjétől függ, mindegyik szőrszál jellegzetes maximális nyomást tud kifejteni, nagyobbat nem. Így tehát például egy vastag szőrszál nagyobb nyomást gyakorol, mint egy hosszú, vékony.
Ezeket a kalibrált szőrszálmintákat a test különböző részein alkalmazva von Frey meghatározta azt a legkisebb nyomást , amit érezni lehet. Felfedezte, hogy a test különböző részeinek tapintási érzékenysége drámaian különbözik egymástól. Például az ajkak és (alig kisebb mértékben) az ujjhegyek rendkívül érzékenyek az érintésre, ezzel szemben a háton és a hason az érzékenység eléggé tompa. Érdekes módon a test minden részén a nők általában érzékenyebbek a könnyű érintésre, mint a férfiak; Az is jól ismert, hogy a tapintási érzékenység tompul, ha a bőrt lehűtik, részben azért, mert alacsonyabb hőfokon a bőr, és így a bőrben lévő receptorok kevésbé hajlékonyak.
A von Frey-féle szőrszálakon túl a tapintás érzékenységet olyan merev pálcával is lehet mérni, ami rezgést okoz a bőrön. A vibrotaktilis ingerlés a legerőteljesebb a 200 Hz körüli frekvenciákon (másodpercenként 200 nyomásváltozás). Nagyon alacsony frekvenciájú rezgéseknél (10–30 Hz-es tartományban) az érzékenységet nagyméretű pálcikával mérve kisebb érzékenységet tapasztalunk, mint kisméretű mérőpálcát használva. A mérőpálca méretétől függetlenül a rezgésre a tenyér a legérzékettebb testrész, és nem az ujjak hegye.
A vibrotaktilis ingerlésnek gyakorlati haszna is van. Például a vibrotaktilis érzékenység csökkenése korai figyelmeztetésként szolgálhat környezeti mérgek  okozta perifériás idegi zavarokra. A vibrotaktilis ingerlés a hanginformáció, így a beszéd bemutatására is alkalmas siketeknél. Több kutatócsoport fejlesztett ki miniatűr eszközöket, amelyek az akusztikus energiát vibrotaktilis ingerek mintázataivá alakítják. Amikor egy ilyen eszközt csuklópántként erősítenek fel, a különböző hangokat különböző ingermintázatokká alakítják a csuklón. A vibrotaktilis ingerlés, amelyet gyors ütögetéssorozatnak lehet érezni a bőrön, kiemeli az akusztikus átmeneteket a hang kezdetén és végén, ezáltal az eszköz viselője könnyebben tudja szegmentálni a beszédfolyamot, ami elősegíti a szájról olvasást.
A tapintás egy másik tulajdonságát is meg lehet mérni, nevezetesen a tapintás pontosságot. Ezt hagyományosan a kétpont-küszöb teszttel mérik.  A teszt megértéséhez képzeljük el, hogy egy körző két hegye a bőr szomszédos területeit ingerli. Milyen közel vihetjük a két hegyet  egymáshoz, mielőtt a két pontot egynek észlelnénk? Ezt a minimum távolságot kétpont-küszöbnek nevezzük. A kétpont küszöböt alaposan megvizsgálták  a test számos területén. Amikor az ujjbegyet vizsgálják, már 2 milliméteres távolságot is könnyen meg lehet különböztetni, az alkaron az éppen megkülönböztethető távolság közelebb van a 30 milliméterhez, a háton a legkisebb megkülönböztethető távolság megnő 70 milliméterre. Ez a fajta távolság erőteljesen csökken az életkorral.

## Wéber-féle eszteziométer
A különbségi küszöb megállapítására szolgál. Két hegyes végét a bőrre helyezve addig közelítjük egymáshoz, míg egynek véljük a kettőt. Ez az érték a bőr különböző helyein eltérő lesz. A tapintási küszöbérték a kor előrehaladtával jelentősen megnövekszik.
Azok a testrészek, melyeknek tapintási pontossága nagyon jó, szintén kiváló tapintási érzékenységgel rendelkeznek. Továbbá kiemelkedően jó lokalizációs képességgel is rendelkeznek: amikor az ingert a bőr ilyen területére helyezzük, a megérintett terület helyét nagyon pontosan meg lehet becsülni.

## Lásd még
- Tapintás